# Salem (Indiana)
Salem is een plaats (city) in de Amerikaanse staat Indiana, en valt bestuurlijk gezien onder Washington County.

## Demografie
Bij de volkstelling in 2000 werd het aantal inwoners vastgesteld op 6172.
In 2006 is het aantal inwoners door het United States Census Bureau geschat op 6515, een stijging van 343 (5,6%).

## Geografie
Volgens het United States Census Bureau beslaat de plaats een oppervlakte van
10,1 km², geheel bestaande uit land. Salem ligt op ongeveer 136 m boven zeeniveau.

## Plaatsen in de nabije omgeving
De onderstaande figuur toont nabijgelegen plaatsen in een straal van 20 km rond Salem.

## Geboren
- John Hay (1838-1905), minister van Buitenlandse zaken en ambassadeur